# Presidente da Câmara dos Representantes dos Estados Unidos
O presidente da Câmara dos Representantes dos Estados Unidos, dito speaker da Câmara dos Representantes, é o representante (deputado) que preside a Câmara dos Representantes dos Estados Unidos. O presidente da Câmara é escolhido após a posse dos representantes eleitos nas eleições nacionais ocorridas a cada dois anos. Cada partido político escolhe um representante eleito como candidato à presidência, bastando uma maioria simples para que um candidato saia vencedor. O speaker é o segundo lugar na linha de sucessão presidencial dos Estados Unidos, logo após o vice-presidente e antes do presidente pro tempore do Senado. Atualmente, o republicano Mike Johnson é o atual presidente da Câmara.
O presidente da Câmara raramente preside em todos os debates e sessões legislativas realizados na Casa dos Representantes. Ao invés disso, na maioria dos debates, o presidente escolhe um outro membro representante para presidir uma dada sessão legislativa realizada em um dado dia na Casa dos Representantes. O oficial que preside uma dada sessão parlamentar senta-se em uma cadeira à frente da Câmara dos Representantes. Os poderes do presidente são extensivos. Um poder importante é o de controlar a ordem na qual os membros da Casa dos Representantes debatem. Nenhum membro representante pode fazer um discurso ou uma moção a não ser que tenha sido primeiramente autorizado pelo oficial presidente. Além disso, o oficial presidente pode impor punições a um dado membro representante, caso o oficial presidente considere que este membro representante tenha violado uma regra, mas estas punições estão sujeitas a reprovação de toda a Casa dos Representantes.
O presidente da Câmara é o principal líder de seu partido político na Câmara dos Representantes - sempre do partido com mais membros na Câmara. Isto porque o presidente da Câmara é escolhido em uma votação onde basta uma maioria simples para que um candidato saia vencedor, e uma vez também porque a grande maioria, se não todos, os membros de um dado partido político, costumam votar a favor do candidato escolhido pelo seu partido político. O voto é oral, e cada membro representante é obrigado a dizer oralmente sua escolha.
O presidente da Câmara possui o poder de escolher os presidentes de todos os outros comitês da Casa dos Representantes. Também determina quais comitês que consideram leis, escolhe a maioria dos membros do Comitê das Regras, e escolhe todos os membros de qualquer Comitê de Conferência. Caso a presidência e o Congresso dos Estados Unidos sejam controladas por diferentes partidos políticos, o speaker pode tornar-se de facto líder da Oposição. Uma vez que o speaker é um oficial que possui poderes substanciais para controlar assuntos relacionados com a Casa dos Representantes, a posição de líder da Oposição é frequentemente usada pelo presidente a favor de seu partido político.